# 藤本幸太郎
藤本 幸太郎（ふじもと こうたろう、1880年7月4日 - 1967年6月1日）は、日本の商学者・経済学者。専門は、海上保険論・統計学。当時の日本の保険学の最高権威とされた。一橋大学名誉教授。日本統計学会会長、東京海上火災保険監査役等を歴任。また、日本初の商学博士としても知られる。勲二等旭日重光章受章。村瀬春雄門下。

## 人物・経歴
福井県丹生郡生まれ。三重県四日市市川原町出身。小学校時代は常に優等で鳴らし、三重県初の商業学校である四日市商業学校（現三重県立四日市商業高等学校）を第1期生として卒業後、同校で教鞭を執った。その後も母校四日市商業にたびたび貢献し、創立90周年記念に作成された胸像｢藤本幸太郎翁」が正面玄関に置かれている。
1905年東京高等商業学校（現一橋大学）専攻部卒業、同校講師就任。1909年から同校教授となり、1910年より3年間ドイツ、イギリスに留学し、商学及び統計学を研究した。1919年高千穂高等商業学校（現高千穂大学）講師。1920年から改組された旧制東京商科大学（現一橋大学）教授を務めた。同年『委付ノ性質並ニ其効果ヲ論ズ』で日本初の商学博士の学位を同大学から授与される。
1922年からは東京高等商船学校（現東京海洋大学）講師を兼務。1927年文部省督学官兼務。1934年勲二等瑞宝章、東京商科大学附属商業教員養成所主事。1938年東京商科大学附属商学専門部主事。1941年退官し、名誉教授の称号を受け、正三位に叙される。1946年から1962年まで東京商科大学海務学院講師。中央統計委員会委員、損害保険国営再保険審査委員、教科用図画調査委員等を歴任。
1947年から1959年まで明治大学教授。1949年から1953年まで東京海上火災保険監査役。1951年一橋大学名誉教授の称号を受ける。1963年藍綬褒章受章。1964年旭日重光章受章。仏教徒であり、増田四郎一橋大学学長の推挙で駒澤大学大学院商学研究科設立に参画し、1966年から同大学院専任統計学教授を務めた が、翌1967年かねてより療養中のところ中野区で死去。享年86。
専門は保険学及び統計学で、特に書生として指導を受けた村瀬春雄から引き継いだ海上保険論では、各国の比較などを行い、当時の日本の最高権威とされた。統計学は申酉事件で辞職した瀧本美夫の担当だったものを、留学時に突如割り当てられたものだが、やはり顕著な業績を挙げ、1949年から1952年まで日本統計学会第2代会長を務めた。
指導学生に森田優三（一橋大学名誉教授、元内閣統計局長、日本統計学会第8代会長） や、のちに石川文吾により始められた社会保険研究に転じた大林良一（一橋大学名誉教授、元日本保険学会理事長） など。

## 著書
- 『委付ノ性質並ニ其効果ヲ論ズ』弘道館 1922年
- 『経済統計学』秀広社 1923年
- 『海上保険研究』秀広社 1923年
- 『海上保険綱要』清水書店 1924年
- 『共同海損論』高野書店 1925年
- 『共同海損綱要』清水書店 1925年
- 『経済統計』清水書店 1925年
- 『藤本保険論叢』清水書店 1927年
- 『海上保険論』千倉書房 1930年
- 『商業統計の常識』千倉書房 1931年
- 『商学全集』千倉書房 1937年
- 『商業特殊研究叢書』大同書院 1938年
- 『統計学』千倉書房 1939年
- 『経営学大系』 千倉書房 1939年
- 『海上保険の常識』千倉書房 1941年
- 『海上保険』千倉書房 1943年
- 『藤本先生論文集 : 喜寿記念』同文館 1956年
- 『最新商業経済』中等教育研究会 1956年
- 『商事』一橋出版 1966年
- 『最新商業一般』一橋出版 1968年